# Schoenus lepidosperma
Schoenus lepidosperma är en halvgräsart som först beskrevs av Ferdinand von Mueller, och fick sitt nu gällande namn av Karen Louise Wilson. Schoenus lepidosperma ingår i släktet axagssläktet, och familjen halvgräs.

## Underarter
Arten delas in i följande underarter:
- S. l. lepidosperma
- S. l. pachylepis